# Ixim Khan
Ixim Khan fou kan dels kazakhs, germà i successor de Tevkel Khan. Va governar del 1598 al 1636.
Era governador de Samarcanda el 1598; aquell any va morir a Taixkent el seu germà a causa de les ferides en la batalla contra Pir Muhammad Khan de Bukharà que probablement va recuperar Samarcanda. No s'esmenta res de la seva vida fins al 1611 quan amb cinc mil kazakhs va participar (junt amb el seu germà Said Bi) a la guerra civil entre Wali Muhammad Khan de Bukharà (amb seu a Balkh), kan del 1605 al 1611, i el seu nebot Imam Kuli Khan (1611-1650), guerra que es va acabar amb la mort de Wali.
L'historiador Iskander Munshi esmenta que el 1621 Imam Kuli de Bukharà, derrotat dues vegades pels kazakhs, va haver d'ajustar la pau i que les negociacions foren portades principalment per part dels kazakhs, per Tursun Muhammad que seria la mateixa persona que s'esmenta entre 1613 i 1627 com a kan de Taixkent.
Vers el 1625 va visitar el territori kazakh el kan de Taixkent Tursun Khan que fou assassinat només dos anys després per Ixim Khan. La personalitat d'aquest Tursun és dubtosa. L'opinió més general és que era un príncep kazakh. Desmaison l'esmenta com a Tursun Muhammed Sultan, fill de Mehdi Sultan, i aquest Mehdi Sultan seria un príncep uzbek que cent anys abans fou esmentat per Baber el que sembla improbable cronològicament. Una altra teoria és la de Levchine que diu que era fill de Khodai Mendi, descendent de Bukei Khan, que seria probablement el Bukei Sultan fill de Yadik (germà de Kasim Khan) esmentat pel biògraf d'Uraz Makhmet (el kan de Kassímov); això topa amb una dificultat, ja que aquest autor diu que Bukei no va tenir fills, si bé aquesta afirmació podria ser errònia doncs la vida de Bukei fou obscura i al segle xvii tots els kazakhs obeïen a caps descendents de Yadik. Segons Levchine, Bukei Khan va tenir un fill de nom Kochuk, el qual va tenir al seu torn un fill de nom Khudai Mendi que fou el pare de Tursun; no obstant també aquesta teoria presenta dificultats cronològiques. Una altra possibilitat és que fos el mateix personatge que el príncep Tursunbi que acompanyava a Tevel a Bukharà el 1581 i que era probablement fill de Ak Nazar Khan.
El 1635 Ishim Khan estava en guerra amb Baatur Khungtaidshi dels sungars, guerra que va acabar de manera desastrosa per als kazakhs. Yangir o Yahangir, fill d'Ishim Khan, que manava les tropes dels kazakhs, va ser fet presoner. Ishim no torna a ser esmentat posteriorment i hauria mort en aquest temps. Yahangir Khan, que ja hauria estat alliberat, el va succeir.